# Єртем
Єрте́м (рос. Ертем) — присілок у складі Юкаменського району Удмуртії, Росія.
Населення — 134 особи (2010; 178 в 2002).
Національний склад (2002):
- удмурти — 84 %

В присілку діє початкова школа.